# Марі Еміль Файоль
Марі Еміль Файоль (14 травня 1852, Ле-Пюї-ан-Веле — 27 серпня 1928, Париж) — французький генерал, Маршал Франції під час Першої світової війни.

## Біографія
Файоль навчався в Політехнічній школі, яку він закінчив у 1873 році. Кар'єра Файоля була пов'язана з артилерією. Викладав тактику артилерії в Вищій військовій школі (1897). В 1910 році Файоль здобув звання бригадного генерала, а у 1914 він звільнився з армії.
Після оголошення війни, в серпні 1914, Фаоль став на чолі 70-ї Піхотної дивізії. Жоффр (головнокомандувач Французької армії) всіляко сприяв кар'єрному просуванню Файоля. У лютому 1916, Файоль, став командувачем Шостої Французької армії. Влітку 1916, цей підрозділ доволі невдало брав участь у Битві на Соммі. Не зважаючи на цю невдачу і на заміну Жоффра на Нівеля, авторитет Файоля залишався високим.
Файоль став командувачем Першої армії на початку 1917 року, а потім отримав командування групою армій Центр після заміни Нівеля на Петена у травні.

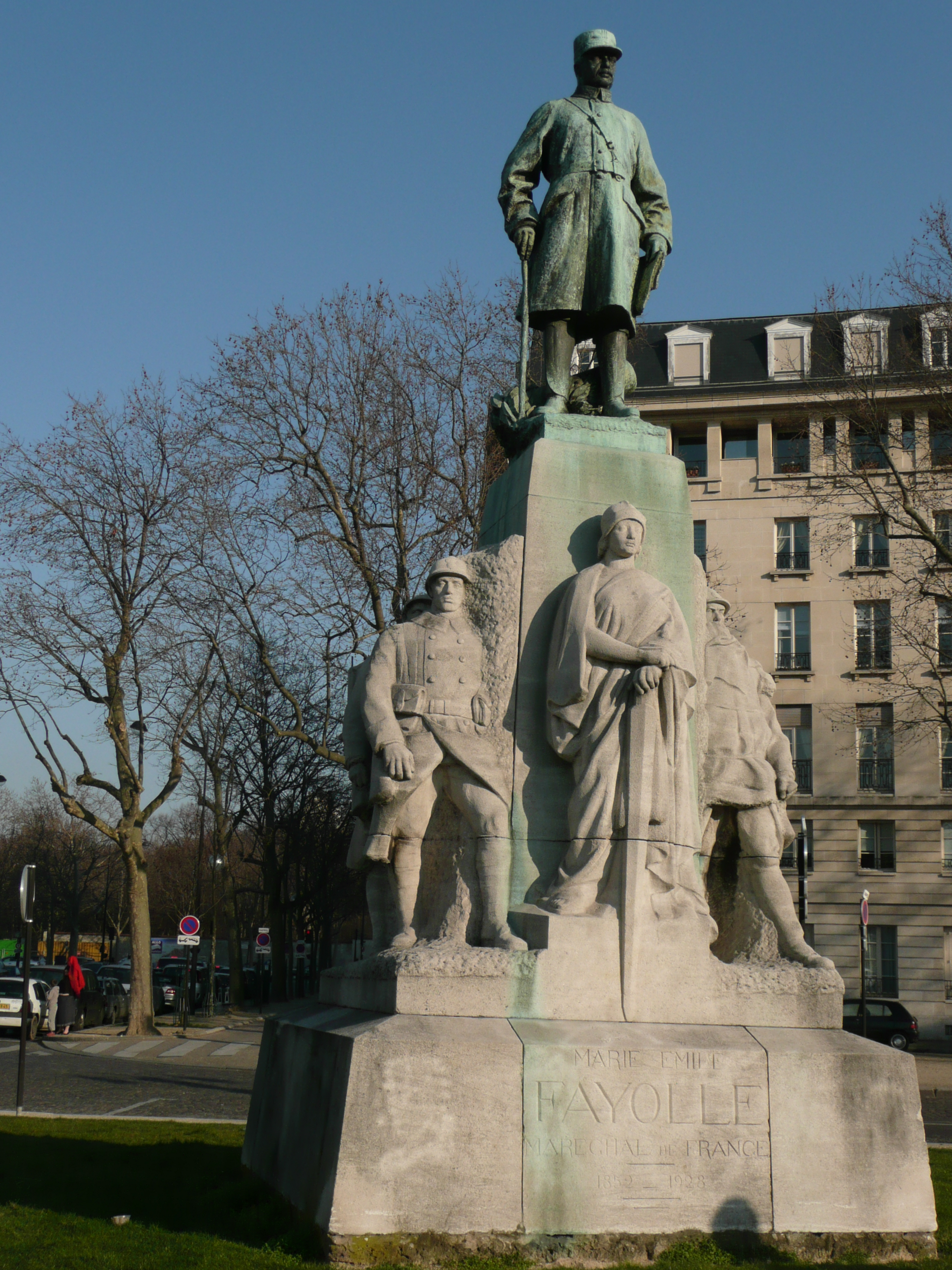
Статуя маршалу Файолю на площі Вобан в Парижі.

16 листопада 1917, Файоль став головнокомандувачем французьких військ в Італії, де він командував шістьма дивізіями, які мали підсилити італійський фронт після катастрофічної поразки в Битві при Капоретто. Він лишався в Італії до березня, коли був відізваний для командування Групою резервних армій. Ці підрозділи (55 дивізій) відіграли важливу роль під час наступу німецької армії в березні 1918 року.
Після перемоги у другій Битві на Марні, група армій під командуванням Файоля розташовувалась в центрі фронту до союзного наступу восени 1918. 14 грудня 1918 разом з Шарлем Манженом він зайняв Майнц і лівий берег Рейна.
Після війни, він був призначений в 1920 році у Вищу Військову Раду, і виконував обов'язки генерального інспектора повітряних сил з 1921 по 1924 роки. Звання Маршала Франції він отримав 19 лютого 1921. Він очолював місію в Канаду, де подякував за допомогу у війні і подарував уряду цієї країни бронзовий бюст роботи Огюста Родена Франція.
Файоль помер 27 серпня 1928. Він був похований в Домі Інвалідів.
Під час війни він вів щоденник, який було опубліковано в 1964 році під назвою  Cahiers secrets de la Grande Guerre (Plon, 1964).
Один з гуртожитків Політехнічної школи (в м. Палезо) носить його ім'я.

## Кар'єра
- 31 грудня 1910 : бригадний генерал.
- 25 березня 1916 : генерал дивізії.
- 19 лютого 1921 : Маршал Франції.

## Вшанування
- Гуртожиток Політехнічної школі, в місті Палезо носить його ім'я.